# カントン (ジョージア州)
カントン（Canton）は、アメリカ合衆国ジョージア州の都市。チェロキー郡の郡庁所在地である。人口は3万2973人（2020年）。アトランタの北西65キロメートルに位置しており、統計上はアトランタ都市圏に含まれる。ブルーリッジ山脈南端にあり、大自然が身近にある。

## 概要
名称は中国の広東省に由来している。1832年、町の有力者たちは繊維業を発展させたいと考え、当時世界的な繊維生産地だった広東にあやかって町名を「カントン」に決定した。しかし、カントンの繊維業が大きく発展することはなかった。
近年はアトランタのベッドタウンとして注目されており、人口は増加傾向にある。

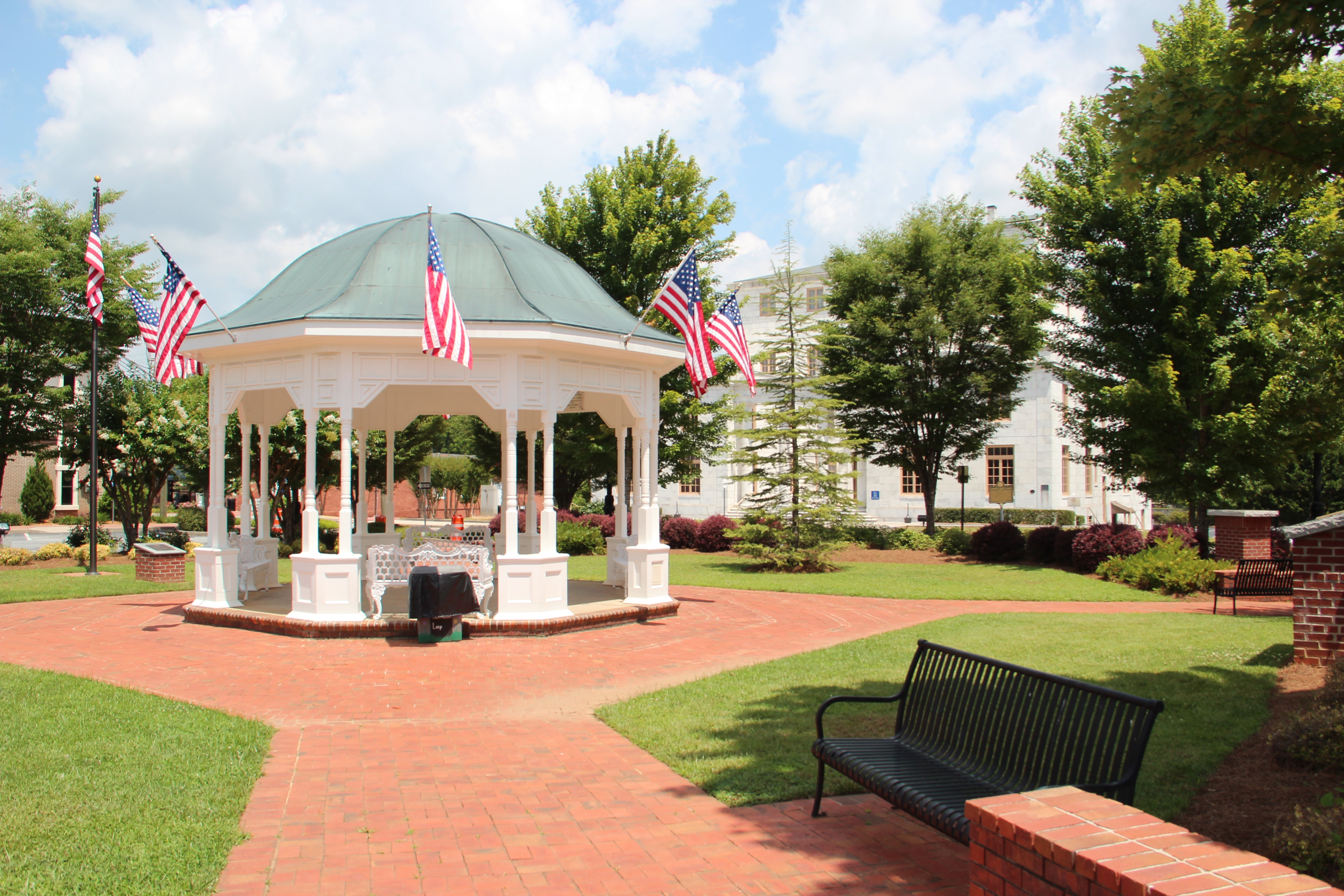
カントン広場